# Elezioni governatoriali negli Stati Uniti d'America del 2020
Le elezioni governatoriali negli Stati Uniti d'America del 2020 si sono tenute il 3 novembre contestualmente alle elezioni presidenziali e a quelle parlamentari per eleggere i Governatori di 11 Stati su 50 e quelli di 2 territori non incorporati.

## Stati
| Stato                | Governatore uscente | Governatore uscente     | Democratici          | Repubblicani                                    | Altri                                                                      | Governatore eletto | Governatore eletto |
| -------------------- | ------------------- | ----------------------- | -------------------- | ----------------------------------------------- | -------------------------------------------------------------------------- | ------------------ | ------------------ |
| Carolina del Nord    |                     | Roy Cooper (D)          | Roy Cooper - 51,5%   | Dan Forest - 47,1%                              | Steven J. DiFiore (L) - 1,1%                                               |                    | Roy Cooper (D)     |
| Dakota del Nord      |                     | Doug Burgum (R)         | Shelley Lenz - 25,4% | Doug Burgum - 65,8%                             | DuWayne Hendrickson (L) - 3,9%                                             |                    | Doug Burgum (R)    |
| Delaware             |                     | John Carney (D)         | John Carney - 59,5%  | Julianne Murray - 38,6%                         | Kathy DeMatteis (I) - 1,2%                                                 |                    | John Carney (D)    |
| Indiana              |                     | Eric Holcomb (R)        | Woody Myers - 32,1%  | Eric Holcomb - 56,5%                            | Donald Rainwater (L) - 11,4%                                               |                    | Eric Holcomb (R)   |
| Missouri             | Mike Parson (R)     | Nicole Galloway - 40,7% | Mike Parson - 57,1%  | Rik Combs (L) - 1,6%                            | Mike Parson (R)                                                            |                    |                    |
| Montana              |                     | Steve Bullock (D)       | Mike Cooney - 41,6%  | Greg Gianforte - 54,4%                          | Lyman Bishop (L) - 4,0%                                                    | Greg Gianforte (R) |                    |
| New Hampshire        |                     | Chris Sununu (R)        | Dan Feltes - 33,4%   | Chris Sununu - 65,1%                            | Darryl W. Perry (L) - 1,5%                                                 | Chris Sununu (R)   |                    |
| Utah                 | Gary Herbert (R)    | Chris Peterson - 30,3%  | Spencer Cox - 63,0%  | Daniel Cottam (L) - 3,5% Gregory Duerden - 1,8% | Spencer Cox (R)                                                            |                    |                    |
| Vermont              | Phil Scott (R)      | David Zuckerman - 27,3% | Phil Scott - 68,5%   | Kevin Hoyt (I) - 1,3% Emily Peyton (I) - 1,0%   | Phil Scott (R)                                                             |                    |                    |
| Washington           |                     | Jay Inslee (D)          | Jay Inslee - 56,6%   | Loren Culp - 43,1%                              |                                                                            |                    | Jay Inslee (D)     |
| Virginia Occidentale |                     | Jim Justice (R)         | Ben Salango - 30,2%  | Jim Justice - 63,5%                             | Erika Kolenich (L) - 2,9% S. Marshall Wilson (I) - 1,9% Daniel Lutz - 1,4% |                    | Jim Justice (R)    |

## Territori
| Territorio      | Governatore uscente | Governatore uscente        | Democratici                 | Repubblicani                   | Altri                                                                      | Governatore eletto | Governatore eletto      |
| --------------- | ------------------- | -------------------------- | --------------------------- | ------------------------------ | -------------------------------------------------------------------------- | ------------------ | ----------------------- |
| Samoa Americane |                     | Lolo Matalasi Moliga (D)   | Lemanu Peleti Mauga - 60,3% | Gaoteote Palaie Tofau - 21,9%  | Iʻaulualo Faʻafetai Talia - 12,3% Nuanuaolefeagaiga Saoluaga T. Nua - 5,5% |                    | Lemanu Peleti Mauga (D) |
| Porto Rico      |                     | Wanda Vázquez Garced (PNP) | Pedro Pierluisi - 32,9%     | Carlos Delgado Altieri - 31,6% | Alexandra Lúgaro - 14,3% Juan Dalmau (PIP) - 13,7% César Vázquez - 6,9%    |                    | Pedro Pierluisi (PNP)   |